# Idaten Jump
Idaten Jump (IDATEN翔, Idaten Janpu) é uma série de mangá criada por Toshihiro Fujiwara, serializada pela Comic BonBon. O manga conta a história de um garoto chamado Sho Yamato que ama Bicicleta de Montanha. Foi adaptado em 52-episódios de anime por Aniplex, com o nome original de 韋駄天翔. A linha de brinquedos também foi feita por Tomy. Em Portugal, a série foi emitida pelo Canal Panda desde 18 de Junho de 2012.

## Enredo
Sho Yamato adora fazer MTB (abreviado para "mountain biking") um lote inteiro, ele está sempre praticando na "Zona-X" com seus amigos, Kakeru e Makoto, em uma bicicleta que seu pai construiu chamada "Flame Kaiser". Um dia, foi desafiado para uma corrida por uma equipa BTT chamada "Shark Tooth". Quem vencesse a corrida ficaria com a "Zona X". Para o Sho, a "Zona X" sempre foi um lugar de boas memórias. Passou lá muito tempo com o seu pai que tinha desaparecido, por isso, não podia perder o jogo. Durante a corrida com o líder da equipa "Shark Tooth", Gabu Samejima, de repente, começou a aparecer fumo negro que cobriu o chão à volta deles, e foram enviados para outro mundo, também chamado "Zona X".
Quando Sho acordou, descobriu que Kakeru, Makoto e a sua bicicleta "Flame Kaiser" também estavam lá. Não faziam ideia de onde estavam. Eles desafiam Sho para uma batalha Idaten, uma forma de corrida de MTB na Zona-X. Eles disseram que a única maneira para Sho retornar é através da coleta de 10 emblemas de ouro ao vencer batalhas Idaten. Isto é como Sho desceu para competir nas Batalhas Idaten em vários cursos, como cidade fantasmas, vulcões, ruínas antigas, desertos, e neve-coberta nas montanhas. Agora Sho deve vencer a Batalha Idaten para voltar pra casa.
Depois de voltar para casa, Sho voltou a Zona-X para encontrar seu pai perdido Takeshi enquanto descobre sobre a misterioso Equipa X.

## Elenco

### Elenco Japonês
- Akeno Watanabe - Sho Yamato
- Sawa Ishige - Makoto Shido
- Makoto Tsumura - Kakeru Sakamaki
- Yuuichi Nagashima - Hosuke
- Daisuke Namikawa - Kyoichi Shido
- Risa Mizuno - Yuki
- Akiyo Kaneda - Gabu Samejima
- Toshiyuki Kusuda - Taiga Samejima
- Chiro Kanzaki - Ayumu Yamato
- Akira Nakagawa - Rin
- Ben Takada - Mr. Teacher
- Chihiro Suzuki - George
- Eiji Takemoto - Koei, Terry
- Fuyuka Oura - Akira
- Hidenobu Kiuchi - Zentaro
- Hideyuki Umezu - Gen
- Hozumi Gôda - Narration, Takeshi Yamato
- Jin Domon - Shin
- Kentarou Itou - Takuma
- Kunihiro Kawamoto - Tasuku
- Norihisa Mori - Ken
- Noriko Namiki - Rika
- Rio Natsuki - Yoko
- Ryo Naitou - Jun
- Yoshiaki Matsumoto - Jackal
- Yuuki Masuda - Masa

## Adaptações
Takara Tomy produziu um plug e play de corrida de bicicleta para videojogo em 27-10-2005 por 7329 ienes. O sistema plug e play veio da SSD Company Limited (como XaviX).
Taito publicou um jogo de corrida Idaten Jump para Nintendo DS em 7-9-2006.

### Transmissões Internacionais
Animax Asia emitiu este anime com dublagem em inglês substituindo Samurai Champloo. Em 2010, no canal Q 11, o anime foi ao ar com dublagem em filipino, substituindo Olympus Guardian.
 Global TV o anime foi ao ar com dublagem em indonésio e no Animax foi ao ar com a versão original em Japonês.
 Etc...TV o anime foi ao ar com dublagem em espanhol.
  Extra TV 42 o anime foi ao ar com dublagem em espanhol em 25 de Maio de 2009.
  ZAZ o anime foi ao ar com dublagem em 1 de Setembro de 2009 até 2 de Janeiro de 2012.
 Telecadena 7 e 4 o anime foi ao ar com dublagem em Espanhol em 10 de Outubro de 2008 atpe 2 de Dezembro no mesmo ano.
 Televeno anime foi ao ar com dublagem em espanhol em 25 de Junho de 2011.
 Italia 1 o anime foi ao ar com dublagem em italiano em 8 de Setembro de 2008 até 15 de Janeiro de 2009 e repetiu em 18 de Janeiro de 2009 até 29 de Abril de 2009 em cada manhã de Domingo. Em 5 de Abril de 2009, foi substituído por O Batman. Hiro teve reprises desse anime.
 Canal Panda O anime foi ao ar com dobragem portuguesa desde 18 de Junho de 2012.
 Sonic-Nickelodeon está transmitindo o anime com dublagem em hindi desde Janeiro de 2014.

## Brinquedos
Takara Tomy produziu bicicletas em miniatura, peças e cursos baseados na série. Os brinquedos também foram vendidos por Hasbro.
Uma versão em tamanho real Flame Kaiser e o capacete de correspondência também foram vendidas por Keiyo D2 e Toys "R" Us lojas no Japão.